# Madame Bovary (filme de 1933)
Madame Bovary (bra: Madame Bovary) é um filme dramático francês de 1933 escrito e dirigido por Jean Renoir, baseado no romance homônimo de Gustave Flaubert.